# Phemeranthus validulus
Phemeranthus validulus är en källörtsväxtart som först beskrevs av Edward Lee Greene, och fick sitt nu gällande namn av Kiger. Phemeranthus validulus ingår i släktet Phemeranthus och familjen källörtsväxter. Inga underarter finns listade i Catalogue of Life.